# Pont d'Ada
Le pont d'Ada (en serbe cyrillique : Мост на Ади ; en serbe latin : Most na Adi) est un pont à haubans sur la Save à Belgrade, la capitale de la Serbie. Le pylône soutenant la structure est situé sur une pointe de l'île d'Ada Ciganlija, renforcée par du béton de façon à en soutenir le poids. Le pont est le plus long pont de ce genre au monde doté d'un seul pylône,.

## Contexte et projet

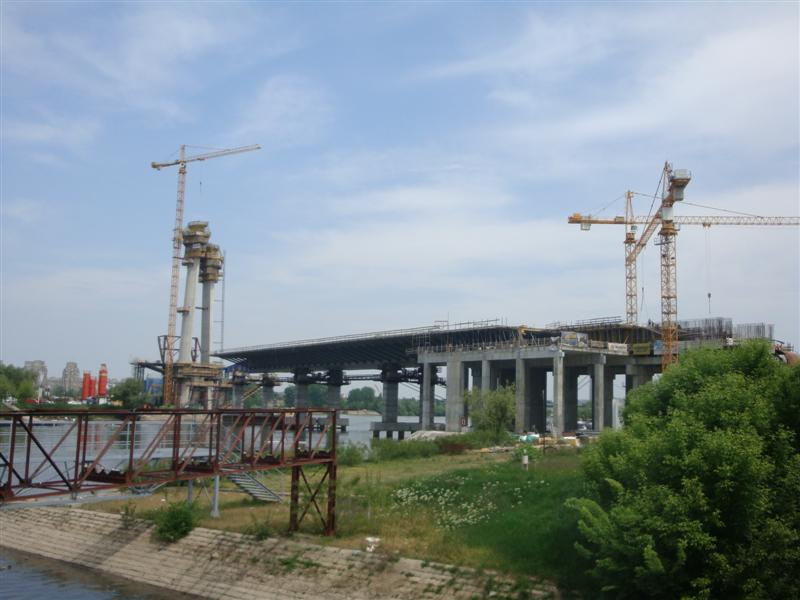
Le pont en construction, mai 2010

Le projet du pont d'Ada a été mis en place pour réduire de façon importante le trafic routier entre le centre-ville de Belgrade et le pont de Gazela, régulièrement engorgé ; il a ainsi été conçu dans le cadre de la construction du périphérique intérieur de la capitale serbe ; il a été étudié pour recevoir trois voies routières et une ligne de tramway dans les deux sens. Le pylône soutenant le pont, d'une hauteur de 200 m, soit 5 m de moins que la Tour Avala, doit en faire le plus haut pont de Serbie.

## Coût
Le projet du pont d'Ada, avec les infrastructures d'accompagnement, est estimé pour un coût total de 320 millions d'euros, dont 118 millions pour le pont lui-même.

## Construction et ouverture

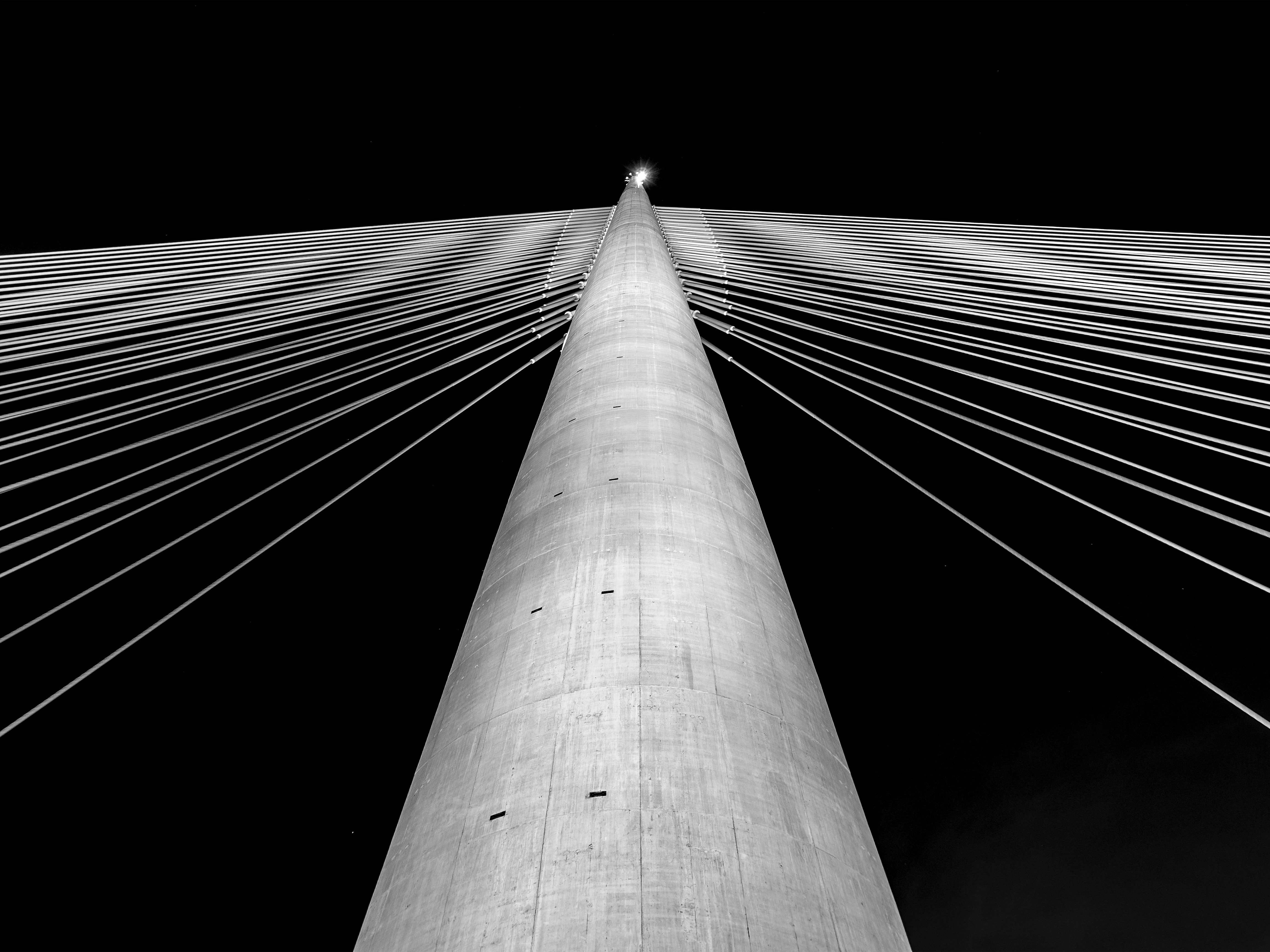
Pylone du pont d'Ada. Aout 2021.

La construction du pont a commencé en 2008. Le chantier était ouvert aux visiteurs en août 2011. La cérémonie d'ouverture du pont a eu lieu dans la nuit de réveillon entre le 31 décembre 2011 et le 1er janvier 2012 avec un feu d'artifice. Le pont était ouvert pour le transport du côté amont et pour les piétons du côté aval entre minuit et demi et deux heures du matin. Parmi quelques milliers de citoyens se trouvaient le président de la Serbie et le maire de Belgrade. La construction des échangeurs d'accès se poursuit en 2012, aussi bien que celles des voies ferrées pour le tramway prévues au milieu du pont.

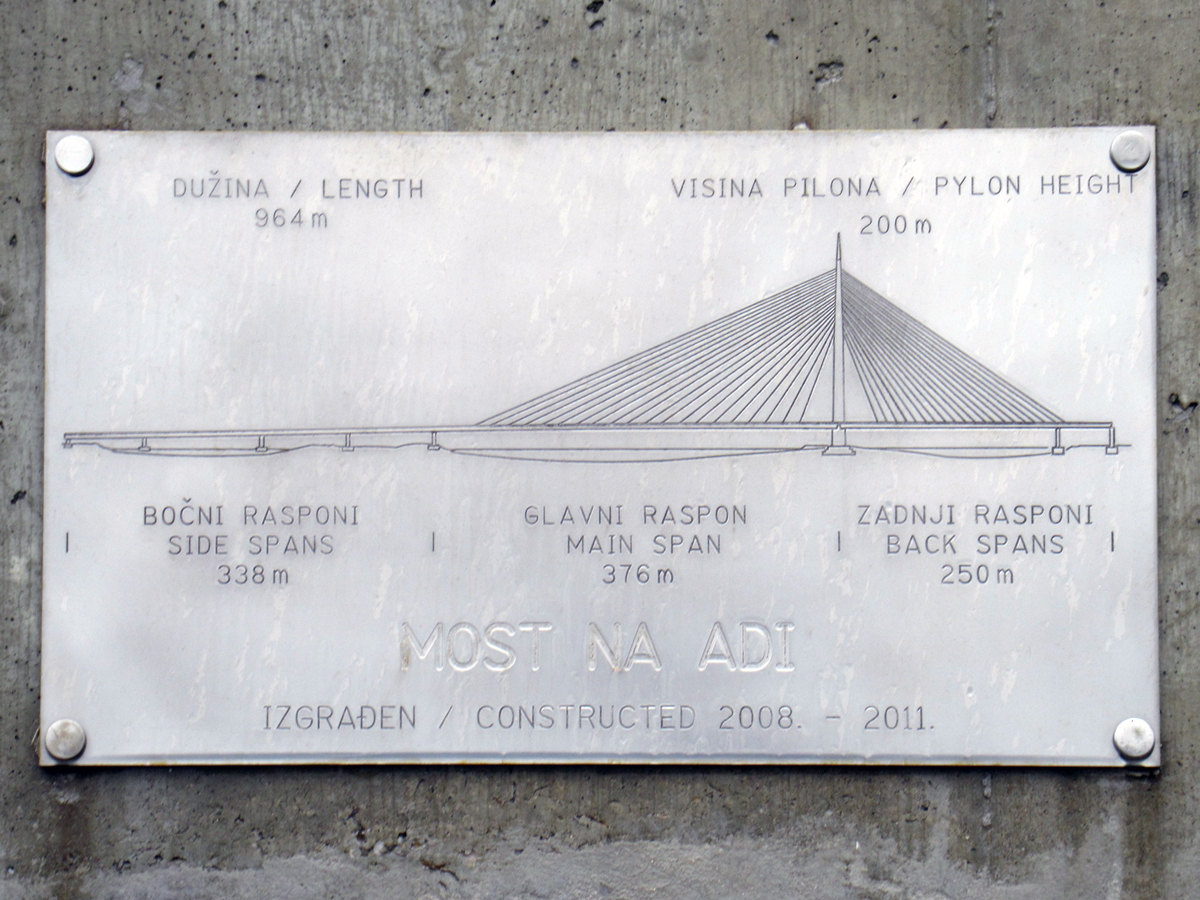
plaque sur le pont

## Reportage
Le 5e épisode de la 9e saison de la série Les Constructeurs de l'extrême est consacré au pont d'Ada,.